# 国際化拠点整備事業
国際化拠点整備事業（こくさいかきょてんせいびじぎょう、グローバル30、大学の国際化のためのネットワーク形成推進事業）は、日本の国公私立大学を対象とした文部科学省が実施する支援事業のひとつ。

## 概要
世界的な人材獲得競争が激化するなか、日本の大学の『国際競争力』を高め、魅力的な教育内容を提供することで、『能力の高い留学生』を世界中から日本に集め、外国人留学生と日本人学生が「切磋琢磨」する環境を、日本国内に設けることで、『国際的に活躍できる人材の養成』を実現することを目的とする。こうした、質の高い大学教育・充実した留学生の受入れ体制を提供する大学の取組みのうち、特に優れたものを審査の結果、選定・採択し、国際化拠点の形成に向けて国が支援する事業。
対象となる学部・研究科では「英語学位コース」が設置され、2010年度〜2012年度にかけて外国人留学生の受れ入れが開始される。2011年時点で、日本国内の「国私13大学」に「大学院で90」、「学部課程に16」のコースが設置されている。

## 国際化拠点整備事業（グローバル30）の概要
この事業は、2020年を目途に30万人の留学生受入れを目指す「留学生30万人計画」の一環。これに先立ち、日本を代表する「国際的に質の高い人材が集まる拠点」を形成するため、留学生の受入れ実績などを根拠に、「国際化拠点」となりうる質の高い国公私立大学（＝『国際化拠点大学』）を、公募による「コンペ方式」で選抜し、国は財政的支援を行う。「規制緩和」により認められた「株式会社立大学」には、公募への申請が認められていない。
この事業により、国際競争力のある魅力的な「学部」・「研究科」に「英語学位コース」が、各拠点大学に、最低1コースずつ設置される。 各大学は、申請の際に、「国際競争力」を持ち、留学生受入れ実績に優れ、「英語」での指導が可能で、英語による授業を実施できる教員が十分に在籍する「学部」・「研究科」を選び、これまでの実績や、提供される英語学位プログラムを提示する。日本学術振興会による審査を経て、採択に至ると、当該「学部」・「研究科」に「英語学位コース」が順次設置される。
国際化拠点として選定された学部・研究科では、海外からの教員招聘を含む教職員の増強が必要となり、さらに、奨学金の提供、「海外拠点事務所」の開設、留学生向けの「学生寮」の建設など、多額の費用が見込まれる。これに対応するため、当初計画では、各大学に毎年度2億円〜4億円程度、計40億円程度の国からの財政支援が行われる予定であった（「事業仕分け」により、年30億円程度となった）。

## 採択審査
採択審査・評価は、文部科学省所管の独立行政法人日本学術振興会が行い、平成21年度（2009年度）、以下の13の大学が選ばれた。（東北大学、筑波大学、東京大学、名古屋大学、京都大学、大阪大学、九州大学、慶應義塾大学、上智大学、明治大学、早稲田大学、同志社大学、立命館大学）審査は、以下の観点から行われた。
「審査基準」は、対象となる「学部」・「研究科」が、『国際競争力』を有しており、『英語』での授業実施により英語による授業のみで『学位取得』が可能かどうか。さらに、これまでの留学生受入れ実績・留学生指導経験、9月入学(秋入学)の実施など海外からの留学生受入れ体制、受入れ対象の学部・研究科における教育・研究の水準、海外拠点の設置など各観点について日本学術振興会による、書面審査・面接審査が行われ、申請した22大学の内、13大学が採択された。― 『平成21年度国際化拠点整備事業（グローバル30）の採択拠点の決定について』
「国立大学」については、15大学の申請のうち7大学が採択され、倍率は2.1倍となったが、私立大学については1.1倍。採択に至った国立大学は全て、留学生受入れ数(在籍者)で「ベスト10」内に入っており、採択時点で既に実績を有していた。―『留学生受入れ数の多い大学（平成21年5月時点）』

## 事業仕分け
2009年、「事業仕分け (行政刷新会議)」により、「予算縮減」対象とされた。これに対し、国際化拠点大学（13大学）からは懸念が表明された― 13大学の構想責任者による共同声明 。だが、2010年度の予算額は、「3割削減」となった。
2010年、「再仕分け」の対象となり、仕分け人により、「一旦廃止」との判定がなされた。
しかし、この判定に対して、産業界の首脳をはじめ、各界有識者から、「日本の国際競争力を削ぐ決定である」との強い懸念の声が上がり、「国際化拠点整備事業（グローバル30）」への「支持表明」が拡大した（※その結果、前年と同水準（当初計画より3割減）の予算が確保された）。
例えば、日本経団連は、会員各社を対象にした「産業界の求める人材像と大学教育への期待に関するアンケート」などを通じ、国際化拠点整備事業への高い関心を示しており、これらの学部・大学院において、経営・経済・法律等を専攻する学生を対象に、「経団連グローバル人材育成スカラーシップ」を設け、対象となる学生を、経団連会員企業が、積極的に「採用」する方針を打ち出すなど、この事業による「グローバル人材」の育成に期待を寄せる。
特に、新興国からのエリート候補生たる優秀な留学生の獲得・受入れは、日本にとって、将来のインフラ輸出をはじめとするビジネスチャンスの拡大（成長戦略）を意味するほか、新興国との知的・人的ネットワークの形成、外交安全保障を含めた、国際社会における「日本の生き残り策」に直結する。このため、各界の有識者からは、このプロジェクトへの国を挙げた取組みを要望する動きが広がっている。『国際化拠点整備事業（グローバル30）の強化を要望する賛同者一覧』 。
事業仕分けの結果を受け、主要大学の間では、このままだと「国際化拠点」の形成どころか、『国際競争力を失い、優れた人材は、海外に流出する』との危機感が広まった。 同年11月末には、国内の「研究大学連盟（RU11）」の全総長が、緊急提言をまとめ、北大、東北大、筑波大、東大、早大、慶大、東工大、名大、京大、阪大、九大の、11大学長連名で、菅総理(当時)に提出するに至った。
これまでも日本は、大学など高等教育機関に対する公財政支出が、主要先進国(OECD)中、最低レベル、という状況にあった。特に、ここ10年、他の主要国が、大学教育・研究への投資を積極的に拡充する一方、日本は削減の憂き目を見た。これに対し、民主党は、野党時代には「OECD並み教育の実現」を政策に掲げていた。

### 判定理由
仕分け人による「廃止」判定の根拠として、慶応義塾大学が1〜2名の留学生に対して「英語学位コース」を設置している例を根拠に、「受け入れる留学生の『数』が、たいして多くなく」「極めて非効率だ」との意見が上がった。―『事業仕分け第3弾評価結果：大学関係事業その３』
上記のケースは、極端なケースであるが、この事業は、そもそも、精鋭的な知的拠点を構築することが戦略目標であり、いたずらに留学生の『量的の拡大』を目指すものとは異なる。後述するように、世界トップクラスの大学では、質の高い《希少》な留学生をめぐって、その「争奪戦」が熾烈を極めており、日本もこうした「国際環境の変化」に対応する戦略の構築が急務である。こうした目的に沿うよう、採択の際には、国際競争力の有無・過去の実績などが審査された結果、受入れ対象となる箇所は、1大学あたり学部レベルで1〜2学部（多くとも、実質3学部）程度に限定された。

## 事業の役割
世界レベルの質の高い留学生を獲得するには、世界の大学ランキングで500位以内であることが条件とされる。 実際、2010年度、国際化拠点整備事業（グローバル30）に採択された全ての国立大学（私立では早稲田大学）は、予算的に厳しい条件にありながら 、世界ランキングで200位以内につけた。 最新のランキングにおいても、研究大学11校【RU11―研究大学11校】
は、全て200位以内につけている。
だが、世界トップクラスの大学であっても、優秀な学生のリクルートは容易ではない。現在、トップセールスに倣った、学長みずからによる、留学生獲得戦が、世界を舞台に繰り広げられている。2010年春、日本人留学生獲得のため、アメリカからハーバード大学のドリュー・ギルピン・ファウスト学長が、初来日した。ハーバードで学ぶ日本人留学生は、全学あわせても100名程に過ぎないが、学長みずから来日し、日本での広報活動を展開した。
このように、世界トップクラスの大学では、《未来のエリート候補生》たる質の高い留学生の獲得をめぐり、厳しい争奪戦が展開されている。日本の大学も、世界基準での「生き残り」を懸け、優秀な留学生の発掘・獲得という競争の「荒海」に漕ぎ出した。
例えば、早稲田大学が、大学トップとベトナム政府との間で、数年に及ぶ交渉を続けた末、2010年これが実を結び、ベトナム政府認定の「最優秀学生」を、理工系の箇所が獲得することに成功したことが報じられた。
こうした海外での優秀な学生のリクルートを目的に海外著名大学では、「サテライトオフィス」を、新興国に設置するなどの動きが加速しており、日本の有力大学でも、各大学が自前で「海外拠点事務所」の設置を進めるなど、努力が行われてきた。
「国際化拠点整備事業（大学の国際化のためのネットワーク形成推進事業）」では、東北大・筑波大・東京大・名古屋大・九州大・早稲田大・立命館大が、それぞれで設置している「海外拠点事務所」を、日本留学への「総合窓口」となる『海外大学共同利用事務所』として活用することが求められている。この「海外大学共同利用事務所」では、留学説明会の実施、現地での教育事情の収集、地元の高校との交流などを通じ、新興地域・新興国の優秀な学生のリクルート機能を果たすことが期待されている。このためには、国を挙げたバックアップの体制も求められる。
- 【アジア】 ： ▽インド・バンガロール（運営大学・東京大学））、▽インド・ニューデリー（立命館大学）、▽ベトナム・ハノイ（京都大学）。

- 【北アフリカ・中東】 ： ▽チュニジア・チュニス（筑波大学）、▽エジプト・カイロ（九州大学）。

- 【ユーラシア】 ： ▽ロシア・モスクワ（東北大学）、▽ウズベキスタン・タシケント（名古屋大学）。

- 【ヨーロッパ】 ： ▽ドイツ・ボン（早稲田大学）。

「世界トップクラス大学」とのグローバルな「秀才」獲得競争では、政府から手厚い財政支援を受け、潤沢な資金力を武器に有利な条件にある海外著名大学が、その競争相手であり、その戦いは容易でない。
上記のとおり、日本では研究大学のうち11校－RU11が世界大学ランキングで200位以内に着けており、200位以内に11校がランクインしているのは、現時点ではアジアで、日本のみである。
しかし、近年、主要国やアジアの新興国において、高等教育や科学技術開発への財政支出を急拡大する動きが見られ、高等教育や科学技術への重視が鮮明となっている。このため、政府から手厚い財政支援を受けた新興国等の大学の追い上げは、激しさを増している。
このように、各国政府が、中長期的な展望のもと、21世紀の「知識基盤型社会」を見据え、戦略的な政策対応を進める一方で、日本では、この10年以上に渡り、こうした「世界の環境変化」に「逆行」する「政策対応」がとられた。このため、日本では、大学への財政支出が、主要先進国で「最低レベル」という厳しい状況にあり、そうした中で、『国際化拠点整備事業（グローバル30）』は、日本の大学にとって、「大いなる後押し」となるものと期待される。

## 留学生の質の保証への取組み
これまでも法務省・文部科学省は、外国人留学生の受入れに規制を設け、指導を行ってきた。「就労目的の外国人」が「留学生」として在籍できないよう、勤労者の受け皿として設置されている「もっぱら夜間通学」する課程（「二部」）には在留を認めないなど「出入国管理及び難民認定法」に基づく規制により、各大学には、在籍管理の徹底が求められてきた。
特に、「国際化拠点整備事業」は、世界レベルの「質の高い外国人留学生の受入れ拠点」を築くのがその目的であり、この目的に適わない「不法滞在」・「不法就労」を防止するため、細かな要請がなされている。各大学は法令に基づき、入国管理局と連携し、適切な「在籍管理」に取り組む義務を負う。具体的には、留学生「担任」の設置。留学生の出欠管理。長期欠席者・除籍者への指導・対応。アルバイトの状況の把握。入管への定期的な報告などの取組みが求められている。
また、事前の審査を通じ、国際競争力を持ち、高度な教育・研究の拠点たりうるかどうかと共に、留学生の受入れ経験での実績、「海外での教育・研究経験」を有する教員（「外国人教員」を含む）の充足度などの実績に応じて、少数精鋭の方針に従い、留学生の受入れ対象となる箇所を国際的に見て質の高い拠点となりうる「学部」・「研究科」に限定。充実した専任教員による手厚い指導を可能にしている。よって、社会問題化している、低倍率の大学・学部が、もっぱら「入学定員の確保」を目的に留学生を受入れるといった、「留学」を隠れ蓑にした「不法就労」の助長につながる『形だけの留学生』の受入れ等に、この事業が悪用されないよう、十分な配慮がなされている。